# 乃木町 (臺南市)
乃木町，為台灣日治時期臺南州臺南市地名，位於桶盤淺北端，為現今臺南市中西區的一部分。

## 介紹
此地名出現於昭和12年（1937年），為臺南市都市擴張發展後，地方政府預定設立的新町名之一，其他新設的町尚有青葉町、伏見町、水道町、白川町、若竹町、汐見町、昭和町。乃木町位於台南師範學校與棒球場一帶，其町名是為了紀念乃木希典，他於1895年率領第二師團自從臺灣府城小南門進入台南後，曾行經此區域。
然而由於日本戰敗，此一行政區劃始終未正式實施，僅作為一般稱呼。

## 町內設施
- 台南師範學校
- 法華寺